# 3. Savezna liga
La Treća savezna liga (Italiano: Terza lega federale, Croato: Treća savezna liga, Sloveno: Tretja zvezna liga, Macedone: Трета сојузна лига, Serbo: трећи савезна лига), conosciuta come Treća liga, era la terza categoria del campionato jugoslavo di calcio. Le squadre migliori venivano promosse in Druga Liga.
È stata disputata solo nel 1950, con la formula del girone unico. Nel 1988, con l'istituzione della Druga Liga a girone unico, è stata ripristinata la Treća Liga, stavolta su 4 gironi inter-repubblicani (Međurepubličke lige: leghe inter-repubblicane). Nei numerosi campionati in cui la Treća Liga non esisteva, il terzo livello calcistico jugoslavo era costituito dalle Leghe Repubblicane.

## Stagioni

### Girone unico
Viene istituita nel 1950 la terza divisione a girone unico di 12 squadre. Viene promossa la prima classificata più altre 6 squadre a completamento organici (la Druga Liga passa da 11 a 16 partecipanti). Nella stagione successiva la Treća Liga viene cancellata e la terza divisione ritorna a gironi repubblicani.
| Stagione | Vincitore         | Altre promosse in Druga Liga                                                         |
| -------- | ----------------- | ------------------------------------------------------------------------------------ |
| 1950     | Radnički Belgrado | Velež Mostar Dinamo Pančevo NK Zagabria Proleter Zrenjanin Rabotnički Rudar Trbovlje |

### Leghe inter-repubblicane
Nel 1988 vi è una riorganizzazione del sistema calcistico jugoslavo: la Druga Liga passa da due gironi al girone unico, mentre viene istituita la Treća Liga su quattro gironi inter-repubblicani. La prima classificata viene promossa in Druga Liga, mentre le ultime 4 retrocedono nelle Leghe Repubblicane.
| Stagione | Lega I-R Ovest | Lega I-R Nord     | Lega I-R Sud   | Lega I-R Est   | Altre promosse in Druga Liga                                                      |
| -------- | --- | ----------------- | -------------- | -------------- | --------------------------------------------------------------------------------- |
| 1988-89  | Rudar Ljubija | Zemun             | Iskra Bugojno  | Mladost Lučani | -                                                                                 |
| 1989-90  | NK Zagabria | Radnički Belgrado | Mogren         | Bor            | -                                                                                 |
| 1990-91  | Zara | Bečej             | Čelik Zenica   | Balkan Skopje  | Rudar Ljubija Radnički Kragujevac Teteks Vrbas Hajduk Kula Jedinstvo Bijelo Polje |
| 1990-91  | A fine stagione le squadre della Slovenia e della Croazia abbandonano il sistema calcistico jugoslavo                                                       |                   |                |                |                                                                                   |
| 1991-92  | non completato | Novi Sad          | Rudar Pljevlja | Jastrebac Niš  | -                                                                                 |
| 1991-92  | A metà campionato le squadre della Bosnia abbandonano, seguite a fine stagione da quelle della Macedonia. Il sistema calcistico jugoslavo cessa di esistere |                   |                |                |                                                                                   |

### Campionati successivi
- Druga liga Federacije Bosne i Hercegovine (3ª divisione della Bosnia ed Erzegovina)
- Druga liga Republike Srpske (3ª divisione della Repubblica Serba di Bosnia ed Erzegovina)
- Treća hrvatska nogometna liga (3ª divisione della Croazia)
- Treta Liga (3ª divisione della Repubblica di Macedonia)
- Tretja slovenska nogometna liga (3ª divisione della Slovenia)
- fino al 2006 Treća liga SR Jugoslavije (3ª divisione della Repubblica Federale di Jugoslavia)
- dal 2006 Srpska Liga (3ª divisione della Serbia)
- dal 2006 Treća Crnogorska Liga (3ª divisione del Montenegro)